# Sekundærrute 265
Sekundærrute 265 er en rutenummereret landevej på Sjælland.
Ruten strækker sig fra Korsør til Kalvehave.
Rute 265 har en længde på ca. 91 km.